# Chersina angulata
La testuggine angulata (Chersina angulata Schweigger, 1812), unica specie del genere Chersina Gray, 1830, è una specie di tartaruga della famiglia dei Testudinidi.

## Descrizione
Una caratteristica distintiva della testuggine angulata è lo «scuto gulare», vale a dire la parte più anteriore del piastrone, sotto la testa, straordinariamente ingrossato, che viene utilizzato dai maschi come arma per colpire e capovolgere i rivali durante gli scontri per la supremazia. Testuggine di dimensioni medio-piccole (i maschi possono raggiungere i 27,2 cm di lunghezza del carapace e i 2,1 kg di peso, le femmine i 21,6 cm di lunghezza del carapace e gli 1,8 kg), la testuggine angulata ha un carapace allungato e a forma di cupola, di colore variabile dal bruno-giallastro al verde oliva. Gli scuti della sommità del carapace presentano larghe bande scure ai margini e una regione centrale parimenti scura, mentre dei triangoli scuri decorano le saldature degli scuti attorno al margine inferiore. Il piastrone è di colore variabile dal giallo al rossastro, con un'ampia banda nera che ne attraversa il centro. La testa è generalmente scura, spesso con del giallo sulla sommità, le mascelle sono serrate debolmente e la mascella superiore è adunca. Gli arti sono giallastri o marroni e le dita sono munite di robuste unghie. I maschi di testuggine angulata si distinguono dalle femmine, oltre che per le maggiori dimensioni, per il fatto di avere uno scuto gulare più lungo, una coda più lunga e un piastrone concavo.

## Biologia
La testuggine angulata si nutre di una grande varietà di angiosperme (piante con fiori), così come di muschi, funghi, insetti, conchiglie di lumache e feci di animali. Il periodo di attività dipende in gran parte dalla temperatura: nelle giornate fresche o umide e in inverno, la testuggine angulata è più attiva nelle ore centrali della giornata, mentre in primavera e in estate è meno attiva durante questa parte più calda del giorno. L'accoppiamento in genere si verifica tra settembre e aprile. Durante il corteggiamento il maschio può inseguire e mordere le zampe e la coda della femmina, nonché ingaggiare combattimenti con i maschi rivali. Quando si approssima l'epoca della deposizione delle uova, la femmina scava una cavità, profonda fino a dieci centimetri, in cui depone generalmente un unico uovo di forma ovale. Ogni femmina è potenzialmente in grado di deporre fino a sei volte l'anno. L'uovo si schiude dopo un periodo che varia tra i 4 e i 14 mesi e il neonato possiede un carapace appiattito lungo appena 4 cm. La maturità sessuale viene raggiunta solamente verso i dieci anni di età.

## Distribuzione e habitat
La testuggine angulata è endemica del Sudafrica e delle regioni sud-occidentali della Namibia. È particolarmente numerosa in alcune parti della Regione floristica del Capo ed è presente fino a 900 m o più di altitudine. La specie è stata introdotta anche su Dassen Island, al largo delle coste del Sudafrica, e più a nord, a Swakopmund e Walvis Bay, in Namibia. Abita una grande varietà di habitat, tra cui il fynbos, il Karoo succulento, il Karoo nama e la macchia di Albany.

## Conservazione
La Regione floristica del Capo è seriamente minacciata da tutta una serie di attività antropiche che hanno grandemente ridotto l'habitat della testuggine angulata. Molte aree sono state convertite in terreni agricoli e la specie è costretta a sopravvivere in zone marginali di habitat che sono spesso piccole e frammentate. Perfino nelle regioni più elevate, dove il suolo è meno fertile, l'agricoltura basata sulla coltivazione di colture autoctone, come il tè rooibos e i fiori da taglio, ha ridotto rapidamente l'habitat naturale della testuggine angulata, mentre i fitti boschetti di piante aliene costituiscono un'ulteriore minaccia. Nonostante la testuggine angulata venga tenuta comunemente come animale domestico, le informazioni riguardanti il commercio di esemplari selvatici di questa specie sono scarse.
La testuggine angulata è inserita nell'Appendice II della Convenzione sul commercio internazionale delle specie minacciate di estinzione (CITES), il che significa che è possibile un limitato e controllato commercio internazionale. Tutte le testuggini di Sudafrica e Namibia sono protette dalla legge e per la loro raccolta o esportazione sono necessari appositi permessi. Un certo numero di misure di conservazione sono state avviate nella Regione floristica del Capo, compresa la rimozione delle piante aliene e l'espansione delle aree protette. Tuttavia, sebbene circa il 14% di questa regione unica goda di un qualche livello di protezione, si ritiene che le aree protette esistenti non siano rappresentative dell'intera biodiversità della regione e per evitare che la specie vada incontro ad un futuro declino è necessario aumentare la protezione dell'habitat nel quale essa vive.